# Esporte Clube de Patos
Esporte Clube de Patos ook bekend als Esporte de Patos is een Braziliaanse voetbalclub uit Patos in de deelstaat Paraíba.

## Geschiedenis
De club werd opgericht in 1952 door leden van de ter ziele gegane club Botafogo de Patos. De leden waren fan van clubs uit de staat Pernambuco en namen een gelijkaardige naam aan als Sport Club do Recife en dezelfde clubkleuren als Náutico. In 1965 speelde de club voor het eerst in de hoogste klasse van het Campeonato Paraibano, waar ook stadsrivaal Nacional dat jaar zijn debuut maakte. De club speelde er tot 1974 en daarna opnieuw van 1976 tot 1977 en van 1982 tot 1995. In 2002 maakte de club een eenmalig optreden in de hoogste klasse en daarna nog van 2006 tot 2012. De club keerde nog terug in 2016 en 2019. In 2019 had de club zich sportief gekwalificeerd voor het behoud, maar doordat ze drie strafpunten kregen voor het opstellen van een niet-speelgerechtigde speler degradeerden ze alsnog.